# La Paz de Murcia
La Paz de Murcia fue un periódico de la provincia de Murcia. Se considera el periódico más importante del reinado de Isabel II. 
Fundado en febrero de 1858, estuvo editándose hasta enero de 1896. Su primer director fue Juan Contreras Moreno. Pero el alma del periódico fue Rafael Almazán Martín, que partiendo de su formación de cajista de imprenta trabajó en varios periódicos anteriormente: El Avisador, El Correo de Murcia, El Vulcano y El Telegráfo; aunque La Paz fue al que dedicó todos sus esfuerzos cerrando poco después de su muerte. 
Comenzó a publicarse en días alternos y como un periódico de noticias, avisos y de fomento de la provincia de Murcia. Esa definición de neutralidad fue característica del periódico, al mismo tiempo que trabajó por el progreso de la región. Por tanto, en sus páginas se pudo encontrar las opiniones enfrentadas de las ideologías conservadoras y liberales, estando abierto a diferentes escritores. Además de las noticias de Murcia, incluía noticias nacionales e internacionales.
Durante bastante tiempo fue el único periódico de Murcia, editando suplementos de interés como el Boletín agrícola, otro de tipo literario, La Enciclopedia o La Miscelánea. Además desde mediados de 1865, se estuvo editando como cuarta página de La Correspondencia de España, que era un periódico de difusión nacional.
A partir de la década de los setenta surgieron varios periódicos y los problemas financieros aumentaron. Esto supuso en primer lugar una pérdida de neutralidad, poniéndose de parte de los poderes locales, su subtítulo era: Diario liberal, órgano del partido constitucional de la provincia. En la década de los ochenta ya sólo publicaba dos páginas.
Tras la muerte de Rafael Almazán dejó de editarse en enero de 1896. Los números que se conservan de este periódico son una importante fuente primaria para el conocimiento de esta época